# Liste der Baudenkmäler im Wuppertaler Wohnquartier Hatzfeld
Die Liste der Baudenkmäler im Wuppertaler Wohnquartier Hatzfeld enthält die denkmalgeschützten Bauwerke auf dem Gebiet von Wuppertal-Hatzfeld in Nordrhein-Westfalen (Stand: November 2011). Diese Baudenkmäler sind in der Denkmalliste der Stadt Wuppertal eingetragen; Grundlage für die Aufnahme ist das Denkmalschutzgesetz Nordrhein-Westfalen (DSchG NRW).

## Auszug aus der Denkmalliste

### Eingetragene Baudenkmäler
| Bild                                   | Bezeichnung                            | Lage                              | Beschreibung | Bauzeit | Eingetragen seit   | Denkmal- nummer |
| -------------------------------------- | -------------------------------------- | --------------------------------- | --- | ------- | ------------------ | --------------- |
| weitere Bilder                         | Siedlung (Lotte-Neumann-Siedlung)      | Hatzfeld (Lotte-Neumann-Siedlung) | Zur Lotte-Neumann-Siedlung gehören Am Anger 33-41, 8-38, Berglehne 43-49, Buchenkopf 2-8, Buchenring 5-25, 8, 14-20, Hangweg 24-52 |         |                    | 0               |
| weitere Bilder                         | Siedlungshaus (Lotte-Neumann-Siedlung) | Hatzfeld Am Anger 8               | Bestandteil der Lotte-Neumann-Siedlung                                                                                             |         | 21. Mai 1985       | 463             |
| weitere Bilder                         | Siedlungshaus (Lotte-Neumann-Siedlung) | Hatzfeld Am Anger 10              | Bestandteil der Lotte-Neumann-Siedlung                                                                                             |         | 21. Mai 1985       | 464             |
| weitere Bilder                         | Siedlungshaus (Lotte-Neumann-Siedlung) | Hatzfeld Am Anger 12              | Bestandteil der Lotte-Neumann-Siedlung                                                                                             |         | 21. Mai 1985       | 468             |
| weitere Bilder                         | Siedlungshaus (Lotte-Neumann-Siedlung) | Hatzfeld Am Anger 14              | Bestandteil der Lotte-Neumann-Siedlung                                                                                             |         | 21. Mai 1985       | 469             |
| weitere Bilder                         | Siedlungshaus (Lotte-Neumann-Siedlung) | Hatzfeld Am Anger 16              | Bestandteil der Lotte-Neumann-Siedlung                                                                                             |         | 21. Mai 1985       | 470             |
| weitere Bilder                         | Siedlungshaus (Lotte-Neumann-Siedlung) | Hatzfeld Am Anger 18              | Bestandteil der Lotte-Neumann-Siedlung                                                                                             |         | 21. Mai 1985       | 471             |
| weitere Bilder                         | Siedlungshaus (Lotte-Neumann-Siedlung) | Hatzfeld Am Anger 20              | Bestandteil der Lotte-Neumann-Siedlung                                                                                             |         | 21. Mai 1985       | 472             |
| weitere Bilder                         | Siedlungshaus (Lotte-Neumann-Siedlung) | Hatzfeld Am Anger 22              | Bestandteil der Lotte-Neumann-Siedlung                                                                                             |         | 23. April 1985     | 417             |
| weitere Bilder                         | Siedlungshaus (Lotte-Neumann-Siedlung) | Hatzfeld Am Anger 24              | Bestandteil der Lotte-Neumann-Siedlung                                                                                             |         | 21. Mai 1985       | 473             |
| weitere Bilder                         | Siedlungshaus (Lotte-Neumann-Siedlung) | Hatzfeld Am Anger 28              | Bestandteil der Lotte-Neumann-Siedlung                                                                                             |         | 21. Mai 1985       | 474             |
| weitere Bilder                         | Siedlungshaus (Lotte-Neumann-Siedlung) | Hatzfeld Am Anger 32              | Bestandteil der Lotte-Neumann-Siedlung                                                                                             |         | 21. Mai 1985       | 475             |
| weitere Bilder                         | Siedlungshaus (Lotte-Neumann-Siedlung) | Hatzfeld Am Anger 33              | Bestandteil der Lotte-Neumann-Siedlung                                                                                             |         | 21. Mai 1985       | 476             |
| weitere Bilder                         | Siedlungshaus (Lotte-Neumann-Siedlung) | Hatzfeld Am Anger 34              | Bestandteil der Lotte-Neumann-Siedlung                                                                                             |         | 21. Mai 1985       | 477             |
| weitere Bilder                         | Siedlungshaus (Lotte-Neumann-Siedlung) | Hatzfeld Am Anger 35              | Bestandteil der Lotte-Neumann-Siedlung                                                                                             |         | 23. Mai 1985       | 479             |
| Siedlungshaus (Lotte-Neumann-Siedlung) | Siedlungshaus (Lotte-Neumann-Siedlung) | Hatzfeld Am Anger 36              | Bestandteil der Lotte-Neumann-Siedlung                                                                                             |         | 24. Mai 1985       | 480             |
| weitere Bilder                         | Siedlungshaus (Lotte-Neumann-Siedlung) | Hatzfeld Am Anger 37              | Bestandteil der Lotte-Neumann-Siedlung                                                                                             |         | 24. Mai 1985       | 481             |
| weitere Bilder                         | Siedlungshaus (Lotte-Neumann-Siedlung) | Hatzfeld Am Anger 38              | Bestandteil der Lotte-Neumann-Siedlung                                                                                             |         | 24. Mai 1985       | 482             |
| weitere Bilder                         | Siedlungshaus (Lotte-Neumann-Siedlung) | Hatzfeld Am Anger 39              | Bestandteil der Lotte-Neumann-Siedlung                                                                                             |         | 24. Mai 1985       | 483             |
| weitere Bilder                         | Siedlungshaus (Lotte-Neumann-Siedlung) | Hatzfeld Am Anger 41              | Bestandteil der Lotte-Neumann-Siedlung                                                                                             |         | 24. Mai 1985       | 484             |
| weitere Bilder                         | Siedlungshaus (Lotte-Neumann-Siedlung) | Hatzfeld Berglehne 43             | Bestandteil der Lotte-Neumann-Siedlung                                                                                             |         | 29. Mai 1985       | 499             |
| weitere Bilder                         | Siedlungshaus (Lotte-Neumann-Siedlung) | Hatzfeld Berglehne 45             | Bestandteil der Lotte-Neumann-Siedlung                                                                                             |         | 29. Mai 1985       | 500             |
| weitere Bilder                         | Siedlungshaus (Lotte-Neumann-Siedlung) | Hatzfeld Berglehne 47             | Bestandteil der Lotte-Neumann-Siedlung                                                                                             |         | 29. Mai 1985       | 501             |
| weitere Bilder                         | Siedlungshaus (Lotte-Neumann-Siedlung) | Hatzfeld Berglehne 49             | Bestandteil der Lotte-Neumann-Siedlung                                                                                             |         | 29. Mai 1985       | 502             |
| weitere Bilder                         | Siedlungshaus (Lotte-Neumann-Siedlung) | Hatzfeld Buchenkopf 2             | Bestandteil der Lotte-Neumann-Siedlung                                                                                             |         | 17. Mai 1985       | 444             |
| weitere Bilder                         | Siedlungshaus (Lotte-Neumann-Siedlung) | Hatzfeld Buchenkopf 4             | Bestandteil der Lotte-Neumann-Siedlung                                                                                             |         | 17. Mai 1985       | 445             |
| weitere Bilder                         | Siedlungshaus (Lotte-Neumann-Siedlung) | Hatzfeld Buchenkopf 6             | Bestandteil der Lotte-Neumann-Siedlung                                                                                             |         | 17. Mai 1985       | 446             |
| weitere Bilder                         | Siedlungshaus (Lotte-Neumann-Siedlung) | Hatzfeld Buchenkopf 8             | Bestandteil der Lotte-Neumann-Siedlung                                                                                             |         | 17. Mai 1985       | 447             |
| weitere Bilder                         | Siedlungshaus (Lotte-Neumann-Siedlung) | Hatzfeld Buchenring 5             | Bestandteil der Lotte-Neumann-Siedlung                                                                                             |         | 25. März 1985      | 383             |
| weitere Bilder                         | Siedlungshaus (Lotte-Neumann-Siedlung) | Hatzfeld Buchenring 7             | Bestandteil der Lotte-Neumann-Siedlung                                                                                             |         | 17. Mai 1985       | 450             |
| weitere Bilder                         | Siedlungshaus (Lotte-Neumann-Siedlung) | Hatzfeld Buchenring 8             | Bestandteil der Lotte-Neumann-Siedlung                                                                                             |         | 17. Mai 1985       | 448             |
| weitere Bilder                         | Siedlungshaus (Lotte-Neumann-Siedlung) | Hatzfeld Buchenring 9             | Bestandteil der Lotte-Neumann-Siedlung                                                                                             |         | 17. Mai 1985       | 449             |
| weitere Bilder                         | Siedlungshaus (Lotte-Neumann-Siedlung) | Hatzfeld Buchenring 11            | Bestandteil der Lotte-Neumann-Siedlung                                                                                             |         | 21. Mai 1985       | 467             |
| weitere Bilder                         | Siedlungshaus (Lotte-Neumann-Siedlung) | Hatzfeld Buchenring 13            | Bestandteil der Lotte-Neumann-Siedlung                                                                                             |         | 17. Mai 1985       | 451             |
| weitere Bilder                         | Siedlungshaus (Lotte-Neumann-Siedlung) | Hatzfeld Buchenring 14            | Bestandteil der Lotte-Neumann-Siedlung                                                                                             |         | 20. Mai 1985       | 452             |
| weitere Bilder                         | Siedlungshaus (Lotte-Neumann-Siedlung) | Hatzfeld Buchenring 15            | Bestandteil der Lotte-Neumann-Siedlung                                                                                             |         | 20. Mai 1985       | 453             |
| Siedlungshaus (Lotte-Neumann-Siedlung) | Siedlungshaus (Lotte-Neumann-Siedlung) | Hatzfeld Buchenring 16            | Bestandteil der Lotte-Neumann-Siedlung                                                                                             |         | 20. Mai 1985       | 454             |
| Siedlungshaus (Lotte-Neumann-Siedlung) | Siedlungshaus (Lotte-Neumann-Siedlung) | Hatzfeld Buchenring 17            | Bestandteil der Lotte-Neumann-Siedlung                                                                                             |         | 20. Mai 1985       | 455             |
| weitere Bilder                         | Siedlungshaus (Lotte-Neumann-Siedlung) | Hatzfeld Buchenring 18            | Bestandteil der Lotte-Neumann-Siedlung                                                                                             |         | 20. Mai 1985       | 456             |
| weitere Bilder                         | Siedlungshaus (Lotte-Neumann-Siedlung) | Hatzfeld Buchenring 19            | Bestandteil der Lotte-Neumann-Siedlung                                                                                             |         | 20. Mai 1985       | 457             |
| weitere Bilder                         | Siedlungshaus (Lotte-Neumann-Siedlung) | Hatzfeld Buchenring 20            | Bestandteil der Lotte-Neumann-Siedlung                                                                                             |         | 20. Mai 1985       | 458             |
| weitere Bilder                         | Siedlungshaus (Lotte-Neumann-Siedlung) | Hatzfeld Buchenring 21            | Bestandteil der Lotte-Neumann-Siedlung                                                                                             |         | 20. Mai 1985       | 459             |
| weitere Bilder                         | Siedlungshaus (Lotte-Neumann-Siedlung) | Hatzfeld Buchenring 23            | Bestandteil der Lotte-Neumann-Siedlung                                                                                             |         | 21. Mai 1985       | 460             |
| weitere Bilder                         | Siedlungshaus (Lotte-Neumann-Siedlung) | Hatzfeld Buchenring 25            | Bestandteil der Lotte-Neumann-Siedlung                                                                                             |         | 21. Mai 1985       | 461             |
| weitere Bilder                         | Wohnhaus                               | Hatzfeld Flanhard 2               | |         | 26. Februar 1991   | 1874            |
| weitere Bilder                         | Siedlungshaus (Lotte-Neumann-Siedlung) | Hatzfeld Hangweg 24               | Bestandteil der Lotte-Neumann-Siedlung                                                                                             |         | 28. Mai 1985       | 498             |
| weitere Bilder                         | Siedlungshaus (Lotte-Neumann-Siedlung) | Hatzfeld Hangweg 26               | Bestandteil der Lotte-Neumann-Siedlung                                                                                             |         | 28. Mai 1985       | 497             |
| weitere Bilder                         | Siedlungshaus (Lotte-Neumann-Siedlung) | Hatzfeld Hangweg 30               | Bestandteil der Lotte-Neumann-Siedlung                                                                                             |         | 28. Mai 1985       | 496             |
| weitere Bilder                         | Siedlungshaus (Lotte-Neumann-Siedlung) | Hatzfeld Hangweg 32               | Bestandteil der Lotte-Neumann-Siedlung                                                                                             |         | 24. Mai 1985       | 495             |
| weitere Bilder                         | Siedlungshaus (Lotte-Neumann-Siedlung) | Hatzfeld Hangweg 34               | Bestandteil der Lotte-Neumann-Siedlung                                                                                             |         | 24. Mai 1985       | 494             |
| weitere Bilder                         | Siedlungshaus (Lotte-Neumann-Siedlung) | Hatzfeld Hangweg 36               | Bestandteil der Lotte-Neumann-Siedlung                                                                                             |         | 24. Mai 1985       | 493             |
| weitere Bilder                         | Siedlungshaus (Lotte-Neumann-Siedlung) | Hatzfeld Hangweg 38               | Bestandteil der Lotte-Neumann-Siedlung                                                                                             |         | 24. Mai 1985       | 492             |
| weitere Bilder                         | Siedlungshaus (Lotte-Neumann-Siedlung) | Hatzfeld Hangweg 42               | Bestandteil der Lotte-Neumann-Siedlung                                                                                             |         | 24. Mai 1985       | 490             |
| weitere Bilder                         | Siedlungshaus (Lotte-Neumann-Siedlung) | Hatzfeld Hangweg 44               | Bestandteil der Lotte-Neumann-Siedlung                                                                                             |         | 24. Mai 1985       | 489             |
| weitere Bilder                         | Siedlungshaus (Lotte-Neumann-Siedlung) | Hatzfeld Hangweg 46               | Bestandteil der Lotte-Neumann-Siedlung                                                                                             |         | 24. Mai 1985       | 488             |
| weitere Bilder                         | Siedlungshaus (Lotte-Neumann-Siedlung) | Hatzfeld Hangweg 48               | Bestandteil der Lotte-Neumann-Siedlung                                                                                             |         | 24. Mai 1985       | 487             |
| weitere Bilder                         | Siedlungshaus (Lotte-Neumann-Siedlung) | Hatzfeld Hangweg 50               | Bestandteil der Lotte-Neumann-Siedlung                                                                                             |         | 24. Mai 1985       | 486             |
| weitere Bilder                         | Siedlungshaus (Lotte-Neumann-Siedlung) | Hatzfeld Hangweg 52               | Bestandteil der Lotte-Neumann-Siedlung                                                                                             |         | 24. Mai 1985       | 485             |
| weitere Bilder                         | Wohnhaus                               | Hatzfeld Hatzfelder Straße 63     | |         | 22. Oktober 1987   | 1154            |
| weitere Bilder                         | Wohn- und Geschäftshaus                | Hatzfeld Hatzfelder Straße 115    | |         | 30. Januar 1986    | 705             |
| weitere Bilder                         | Wohnhaus                               | Hatzfeld Hatzfelder Straße 189    | |         | 3. April 2001      | 4171            |
| weitere Bilder                         | Wohnhaus                               | Hatzfeld Hatzfelder Straße 189 a  | |         | 3. April 2001      | 4172            |
| weitere Bilder                         | Wohnhaus                               | Hatzfeld Herzkamper Straße 51     | |         | 11. Juni 1985      | 511             |
| weitere Bilder                         | Hofanlage                              | Hatzfeld Herzkamper Straße 111    | das Denkmal umfasst die gesamte Hofanlage, bestehend aus dem Wohnhaus mit rückwärtigem Stallanbau, Scheune und Schmiede            |         | 4. Februar 1985    | 288             |
| weitere Bilder                         | Schmiede                               | Hatzfeld Herzkamper Straße 111    | eine D-Nummer mit zur Hofanlage gehörendem Wohnhaus mit Anbau und Scheune                                                          |         | 4. Februar 1985    | 288             |
| Scheune                                | Scheune                                | Hatzfeld Herzkamper Straße 111    | eine D-Nummer mit zur Hofanlage gehörendem Wohnhaus mit Anbau und Schmiede                                                         |         | 4. Februar 1985    | 288             |
| weitere Bilder                         | Wohnhaus                               | Hatzfeld Herzkamper Straße 111    | eine D-Nummer mit zur Hofanlage gehörenden Schmiede und Scheune                                                                    |         | 4. Februar 1985    | 288             |
| Anbau – Stallgebäude                   | Anbau – Stallgebäude                   | Hatzfeld Herzkamper Straße 111    | eine D-Nummer mit zur Hofanlage gehörendem Wohnhaus, Schmiede und Scheune                                                          |         | 4. Februar 1985    | 288             |
| weitere Bilder                         | Wohn- und Geschäftshaus In der Mang    | Hatzfeld Uellendahler Straße 691  | |         | 17. September 1990 | 1816            |
| weitere Bilder                         | Wohnhaus                               | Hatzfeld Winchenbachstraße 63     | |         | 24. Mai 1984       | 31              |
| weitere Bilder                         | Wohnhaus                               | Hatzfeld Winchenbachstraße 67     | |         | 12. September 1984 | 133             |
| weitere Bilder                         | Wasserturm (Hatzfelder Wasserturm)     | Hatzfeld Zum Alten Zollhaus 33    | |         | 14. Januar 1988    | 1276            |